# Jin Mudi
Jin Mudi (晉穆帝, Sima Ran; † 361), chinesischer Kaiser von 344 bis 361, war der Sohn von Kaiser Kang. Jin Mudi wurde mit zwei Jahren Kaiser. Seine Mutter führte das Regierungsgeschäft, bis er 357 die Regierung persönlich übernahm.
| Vorgänger | Amt                      | Nachfolger |
| --------- | ------------------------ | ---------- |
| Kang      | Kaiser von China 344–361 | Ai         |

| Personendaten    | Personendaten       |
| ---------------- | ------------------- |
| NAME             | Jin Mudi            |
| KURZBESCHREIBUNG | chinesischer Kaiser |
| GEBURTSDATUM     | um 342–343          |
| STERBEDATUM      | 361                 |